# Curva evolutiva

Curva evolutiva, buque monohélice.

## Curva evolutiva o de evolución
En navegación, recibe este nombre, la curva descrita por el centro de gravedad de un buque desde el momento en que se coloca la pala del timón a una banda hasta que la evolución tiende a convertirse en una circunferencia.
En la figura adjunta se observa la curva a estribor de un buque de propulsión mecánica monohélice.
En ella se destacan algunos elementos característicos a saber:
- Avance: es la distancia entre el punto inicial (A) de la maniobra y el punto más alejado en sentido trasversal a la dirección de avance inicial (Ri).
- Traslado: o traslado lateral, es la distancia entre la dirección original y cualquier punto de la curva evolutiva. Tiene especial interés observar el traslado para el momento en que se llega al punto de caída de 90 grados respecto al rumbo inicial.
- Diámetro táctico: es la distancia lateral entre la dirección primitiva de avance y la opuesta es decir el momento en que se alcanza un rumbo de Ri+180°.
- Diámetro final: es aquel descrito por el buque en la fase final de la evolución cuando esta tiende ser una circunferencia.
- Duración de la evolución:Es el tiempo en segundos que demanda alcanzar un rumbo igual al inicial.

Cuando se estudian las características evolutivas de un buque se trazan curvas para diferentes ángulos de pala (10º, 20º y todo timón a la banda), calado y asiento.
A menor ángulo de pala mayores dimensiones para la curva.